# Aldo Nardi
Aldo Nardi (Roma, 3 marzo 1931 – Imperia, 11 luglio 2001) è stato un calciatore italiano, di ruolo terzino.

## Carriera
Cresciuto nella Roma, esordì in Serie A nel corso della stagione 1948-1949; dopo una parentesi all'Empoli, la Roma lo cedette al Torino. Giocò poi, dopo la promozione del 1956-1957, nell'Alessandria.
Vanta complessivamente 80 presenze e una rete in Serie A. Chiuse la carriera dopo aver giocato per varie stagioni nel Grosseto. Nel '52 comparve in veste di calciatore nel film di Camerini “Gli eroi della domenica”, con Raf Vallone, l'attore ex ala del Torino. Si tratta di una delle rarissime pellicole sportive non comiche girate in Italia. Nardi, nel film, marca nientedimeno che Liedholm, presente nel cast con Gren e Nordhal in persona.
Al termine della sua carriera tornò a vivere ad Alessandria; morì nel 2001, a 70 anni.